# Leobardo López
Leobardo López García (Cortijo Viejo, 4 settembre 1983) è un ex calciatore messicano, di ruolo difensore.

## Statistiche

### Cronologia presenze e reti in nazionale
| Cronologia completa delle presenze e delle reti in nazionale ― Messico | Cronologia completa delle presenze e delle reti in nazionale ― Messico | Cronologia completa delle presenze e delle reti in nazionale ― Messico | Cronologia completa delle presenze e delle reti in nazionale ― Messico | Cronologia completa delle presenze e delle reti in nazionale ― Messico | Cronologia completa delle presenze e delle reti in nazionale ― Messico | Cronologia completa delle presenze e delle reti in nazionale ― Messico | Cronologia completa delle presenze e delle reti in nazionale ― Messico |
| Data                                                                   | Città                                                                  | In casa                                                                | Risultato                                                              | Ospiti                                                                 | Competizione                                                           | Reti                                                                   | Note                                                                   |
| ---------------------------------------------------------------------- | ---------------------------------------------------------------------- | ---------------------------------------------------------------------- | ---------------------------------------------------------------------- | ---------------------------------------------------------------------- | ---------------------------------------------------------------------- | ---------------------------------------------------------------------- | ---------------------------------------------------------------------- |
| 16-4-2008                                                              | Seattle                                                                | Messico                                                                | 1 – 0                                                                  | Cina                                                                   | Amichevole                                                             | -                                                                      |                                                                        |
| 24-9-2008                                                              | Los Angeles                                                            | Messico                                                                | 0 – 1                                                                  | Cile                                                                   | Amichevole                                                             | -                                                                      |                                                                        |
| 12-11-2008                                                             | Phoenix                                                                | Ecuador                                                                | 1 – 2                                                                  | Messico                                                                | Amichevole                                                             | 1                                                                      | 46’                                                                    |
| 28-1-2009                                                              | San Francisco                                                          | Messico                                                                | 0 – 1                                                                  | Svezia                                                                 | Amichevole                                                             | -                                                                      |                                                                        |
| 11-3-2009                                                              | Denver                                                                 | Messico                                                                | 5 – 1                                                                  | Bolivia                                                                | Amichevole                                                             | -                                                                      |                                                                        |
| 28-3-2009                                                              | Città del Messico                                                      | Messico                                                                | 2 – 0                                                                  | Costa Rica                                                             | Qual. Mondiali 2014                                                    | -                                                                      |                                                                        |
| 1-4-2009                                                               | San Pedro Sula                                                         | Honduras                                                               | 3 – 1                                                                  | Messico                                                                | Qual. Mondiali 2014                                                    | -                                                                      | 27’                                                                    |
| 11-8-2010                                                              | Città del Messico                                                      | Messico                                                                | 1 – 1                                                                  | Spagna                                                                 | Amichevole                                                             | -                                                                      | 65’                                                                    |
| 7-9-2010                                                               | Monterrey                                                              | Messico                                                                | 1 – 0                                                                  | Colombia                                                               | Amichevole                                                             | -                                                                      |                                                                        |
| Totale                                                                 |                                                                        | Presenze                                                               | 9                                                                      |                                                                        | Reti                                                                   | 1                                                                      |                                                                        |

## Palmarès

### Club

#### Competizioni nazionali
- Campionato messicano: 2

Pachuca: Clausura 2006, Clausura 2007

#### Competizioni internazionali
- Coppa Sudamericana: 1

Pachuca: 2006
- CONCACAF Champions League: 3

Pachuca: 2007, 2008, 2009-2010
- SuperLiga nordamericana: 1

Pachuca: 2007